# Чуланова Тетяна Вікторівна
Тетяна Вікторівна Чуланова (нар. 12 жовтня 1983) — українська футболістка, захисниця.

## Життєпис
Футбольну кар'єру розпочала у чернігівській «Легенді». У чемпіонаті України дебютувала 1997 року. У команді виступала до завершення сезону 2003 року, проте того року виступала виключно у фінальній частині чемпіонату. У 2002 році до команди приєдналися гравці чернігівської «Легенди», які покинули клуб через фінансові проблеми. Серед футболісток, які підсилили азербайджанський клуб, була й Тетяна Чуланова. Допомогла команді в жіночому Кубку УЄФА подолати кваліфікаційний раунд, проте на груповому етапі азербайджанський клуб посів передостаннє 3-є місце. У 2003 році продовжила виступи в чернігівській команді. У вищій лізі зіграла 49 матчів та відзначилася 2-а голами. У складі «Легенди» три рази вигравала чемпіонат України та двічі кубок країни.
У 2004 році перейшла до сумського «Спартака». У складі спартаківок відіграла два сезони, у чемпіонаті України провела 25 матчів та відзначилася 4-а голами. 
У 2007 році повернулася до «Легенди». У чернігівській команді провела 4-и сезони, у Вищій лізі зіграла 45 матчів та відзначилася 2-а голами. Ще двічі вигравала чемпіонат України, а також одного разу кубок країни. У 2010 році перебувала в заявці «Легенди», проте зіграла лише 1 матч у чемпіонаті України. По завершенні сезону залишила команду.

## Досягнення
«Легенда»
- Вища ліга чемпіонату України
  -  Чемпіон (4): 2001, 2002, 2009, 2010
  -  Срібний призер (2): 2003, 2008

- Кубок України
  -  Володар (3): 2001, 2002, 2009
  -  Фіналіст (6): 1998, 1999, 2003, 2007, 2008, 2010

«Спартак»
- Вища ліга чемпіонату України
  -  Бронзовий призер (1): 2004